# Randall Duk Kim
Randall Duk Kim (nasceu 24 de setembro de 1943) é um ator dos Estados Unidos da América que tem desempenhado uma grande variedade de papéis na sua carreira. Ele passou a maior parte de sua carreira no teatro, e foi co-fundador da American Players Theatre em Spring Green, Wisconsin. Ele também foi um dos primeiros atores ásio-americanos a desempenhar um papel de liderança em uma produção americana de uma peça de Shakespeare; ele desempenhou o papel título Péricles na produção de 1974 do New York Public Theater.
Ele interpretou o chaveiro (The Matrix) em The Matrix Reloaded, e deu a voz a Oogway em Kung Fu Panda. Ele vai interpretar o grande Gohan, que tanto no desenho quanto na adaptação Dragon Ball Evolution é seu avô, que o cuida quando menor.